# 잭슨 브런디지
잭슨 브런디지(Jackson Brundage, 2001년 1월 21일 ~ )는 미국의 배우이다.

## 출연 작품
- 비하인드 더 신: 원 트리 힐 시즌 5 (2008)